# نافيد اخوان
نافيد اخوان (بالألمانية: Navíd Akhavan) هو ممثل إيران وألماني، ولد في 9 يونيو 1980 في إيران.

## وصلات خارجية
- نافيد اخوان على موقع IMDb (الإنجليزية)
- نافيد اخوان على موقع ألو سيني (الفرنسية)
- نافيد اخوان على موقع أول موفي (الإنجليزية)
- نافيد اخوان على موقع قاعدة بيانات الأفلام السويدية (السويدية)
- نافيد اخوان على موقع قاعدة بيانات الفيلم (الإنجليزية)
- نافيد اخوان على موقع كينوبويسك (الروسية)